# Anthony Munday
Pour les articles homonymes, voir Munday.
Anthony Munday (originaire du Staffordshire et baptisé à Londres le 13 octobre 1560 – mort le 10 août 1633) est un séminariste, un acteur, un page du comte d'Oxford, un espion, un poète, un dramaturge, un traducteur, un membre de la confrérie des drapiers et un écrivain anglais. Sous Élisabeth Ire, puis sous Jacques Ier, il écrit des ballades, des dialogues, des traités moraux, des pamphlets, des pastorales, un livre de voyage, des pièces de théâtre, des cortèges historiques, une chronique et d'interminables versions de romans chevaleresques.

## Biographie

### Jeunesse et éducation
Il est baptisé le 13 octobre 1560 à l'église St Gregory by St Paul's (en) dans la Cité de Londres, fils de Christopher Munday, un papetier, et de Jane Munday, qui meurent tous deux vers janvier 1571, alors qu'Anthony n'est encore qu'un enfant.
La Cité de Londres s'occupe des orphelins de ses citoyens. Ceux-ci, en contrepartie, doivent demander l'autorisation de se marier avant vingt et un ans, et ne peuvent recevoir leur part d'héritage avant cet âge. Munday parvient toutefois à recevoir un peu en avance, en janvier 1581, la partie de l'héritage venant de sa mère. Il n'y a aucune trace de l'éducation qu'il suit, si ce n'est apparemment des études avec un huguenot londonien, Claudius Hollyband, dans les années 1570. Hollyband enseigne le latin, le français et l'italien, langues que Munday connaît certainement. Dans la préface de Mirrour of Mutabilitie, Munday fait référence à la libéralité d'un parent pour son éducation, peut-être chez Hollyband. Son père, Christopher, avait été membre de la confrérie des drapiers, mais il exerçait le métier de papetier, une occupation peu commune pour un marchand de tissus. Suivant l'exemple de son père, Anthony devient en 1576 l'apprenti de l'imprimeur John Allde pour la confrérie des drapiers, se liant à son maître pour une période de huit ans. Il obtient sa franchise de drapier le 21 juin 1585. La liste des franchisés de cette confrérie le décrit comme un « poète de Cripplegate », indiquant son lieu de résidence principale à Londres. Il signera « citoyen et drapier de Londres » ses textes imprimés ultérieurs. Il semble qu'il bénéficie aussi de la franchise de la confrérie des tailleurs.
À l'automne 1578, Munday abandonne son apprentissage et voyage en Europe avec un certain Thomas Nowell, principalement en France et en Italie. Il raconte les détails de son séjour à partir de février 1579 au Collège anglais de Rome dans The English Roman Life. En juillet 1579, il est de nouveau à Londres. Il semble qu'il se rend aux Pays-Bas dans les années 1595-1596.
Au début des années 1580, Munday est apparemment acteur. Cette information nous vient en partie du pamphlet catholique, True Report of the Death of M. Campion Jesuit, écrit en réponse à l'ouvrage de Munday, Discovery of Edmund Campion. Dans cette réponse, l'auteur déclare en effet : «Munday, qui a d'abord été acteur après un apprentissage qui a déçu son maître,...». Cette dernière affirmation est contestée par Allde lui-même. L'auteur du True Report indique que Munday a tenté de faire des spectacles d'improvisation qu'il a abandonnés sous les sifflets.

### Mariage et famille
En 1582, Munday se marie avec Élisabeth, et ils ont cinq enfants selon le registre de l'église St Giles-without-Cripplegate. Un de ses fils, Richard, continuera la tradition familiale, en obtenant la franchise de drapier en 1613 et en exerçant la profession de teinturier-dominotier.

### Religion
On ignore toujours pourquoi Munday abandonne son apprentissage pour voyager en Europe, passant la plupart de son temps à Rome. Dans son English Roman Life, il dit que son but est de connaître d'autres cultures et d'apprendre les langues (« J'ai entrepris ce voyage pour mon plaisir et dans l'espoir d'acquérir quelques connaissances de la langue française »), mais certains chercheurs ont trouvé cette explication trop facile, et ont recherché ailleurs d'autres réponses. Certains, comme Tiffany Stern et Andrew Gurr, ont avancé qu'il est un espion, payé pour passer pour un catholique converti afin d'apprendre les plans et les techniques de l'ennemi, comme l'a fait aussi Christopher Marlowe, tandis que d'autres, comme Celeste Turner Wright, concluent qu'il est un catholique converti sincère, compte tenu des sensibilités catholiques de son maître de stage, John Allde, et de son patron, Édouard de Vere, comte d'Oxford, à qui il dédie ses premières œuvres, The Mirrour of Mutabilitie (1579) et Zelauto (1580). Ses futures dénonciations de catholiques n'auraient été pour Celeste Turner Wright qu'une façon de faire oublier son passé de séminariste catholique.
Toutefois, après son retour à Londres en 1579, il publie une série de tracts violemment anticatholiques, tels que A Breefe Discourse of the Taking of Edmund Campion (1581), A Discoverie of Edmund Campion and his Confederates (1582) et A Breefe Aunswer Made unto Two Seditious Pamphlets (1582). Edmond Campion et Robert Persons arrivent en Angleterre en juin 1580, amenant avec eux un certain nombre de prêtres du College anglais de Rome. Munday témoigne en novembre 1581 contre des prêtres qu'il avait rencontrés à Rome, et même contre Campion qu'il ne connaît pas. Ce dernier et plusieurs autres prêtres, dont les pères Sherwin et Luke Kirbie, qui avaient été si bons avec lui, sont torturés et exécutés en décembre 1581. Dans Zelauto, il fournit une manière d'excuse à sa conduite : « un homme, dans de telles affaires, fait du mieux qu'il peut pour sa propre sauvegarde, qui est son souci principal ».
Toujours est-il que Munday s'implique alors activement dans la traque des prêtres catholiques et autres réfractaires. Au cours des années 1580, il est employé par Richard Topcliffe comme agent de renseignements, puis comme agent de liaison par sir Thomas Heneage, trésorier de la chambre privée de la reine, qui le rétribue jusqu'à sa mort en 1595. De 1588 à 1596, Munday signe ses publications « Anthony Munday, messager de la Chambre de la reine ». Le 19 juillet 1587, la reine Élisabeth le remercie de ses bons services en lui accordant des locations de réversion sur des domaines de la Couronne dans le Cambridgeshire, le Cumberland, le Merionethshire, le Norfolk, le Northamptonshire, le Nottinghamshire et le Suffolk, ainsi qu'à partir de 1611 de parts dans les pêcheries sur le fleuve Tamar en Cornouailles. Quel qu'ait pu être son zèle religieux à pourchasser les catholiques, Munday n'a pas moins profité financièrement de cette activité. Après la Conspiration des poudres, l'évêque de Londres, Richard Vaughan emploie Munday pour cette affaire. Jusqu'en 1612, le poète Hugh Holland est inculpé d'être un réfractaire sur le témoignage de Munday.
Munday déploie un zèle identique dans la traque des puritains. À la demande de l'Archevêque de Cantorbéry, John Whitgift, Munday s'implique dans la controverse de Marprelate à la fin des années 1580. Sa première tâche est de rechercher un pasteur nommé Giles Wigginton, que Munday livre à l'archevêque, après lui avoir fait révéler par la ruse son inclination pour le puritanisme et sa connaissance des tracts de Marprelate. Plus tard, Wiggington se plaindra : « J'ai été traité comme un chien ou un Turc... Ce Mundy paraissait être un partisan du pape. C'est un grand dissimulateur ». Le tract de Marprelate intitulé The Just Censure and Reproof of Martin Junior (1589) attaque en particulier Munday, disant qu'il est un Judas qui a déjà trahi les papistes. Ne parvenant pas à capturer Marprelate, les évêques finissent par abandonner la recherche, et Munday se tourne vers autre chose.

### Mort
Se sentant malade en mars 1629, Munday fait son testament, dans lequel il nomme sa femme, et ses trois enfants survivants, Richard, Elizabeth et Priscilla. Bien qu'il leur annonce qu'il a peu de choses à leur léguer, n'accordant à chacun que douze pence (un shilling), sa propriété est estimée à 135 livres. Il meurt en août 1633 et il est enterré à l'église St Stephen de Coleman Street le 9 août.

## Œuvres
Munday a passé la majeure partie de sa vie à écrire, autant pour gagner sa vie que pour développer son réseau de relations. Pour le premier point, il répond constamment aux goûts du public, passant du tract anticatholique, à l'essai, à la traduction de romans et aux pièces de théâtre. Hill le compare à un vendeur qui s'adapte avec souplesse aux demandes du marché. Cependant dans son tract A second and third blast, il fustige sévèrement ceux qui écrivent pour de l'argent : « celui qui écrit pour une récompense ne considère ni la vertu, ni la vérité, mais s'engage dans les mensonges, car il flatte par intérêt ». Pour le second point – développer son réseau de relations – Munday dédicace ses œuvres à des hommes, petits ou grands, afin d'obtenir leur patronage, ou simplement jugeant de son intérêt d'entrer dans leurs bonnes grâces, même si certains ont une funeste réputation, comme les tortionnaires Richard Topcliffe et Richard Young.

### Premiers écrits littéraires

#### English Roman Life
Selon Philip J. Ayres (Anthony Munday : our best Plotter ?, 1980), cet ouvrage de Munday offre aux historiens du catholicisme anglais une description unique et détaillée de la vie quotidienne au College anglais de Rome à cette époque, et un compte rendu, par un de ses participants, de cette période cruciale dans le développement du College, de la rébellion réussie des étudiants anglais contre leur recteur gallois, Maurice Clenoke, et enfin de sa prise de contrôle par les Jésuites. D'autres sources ont confirmé l'exactitude du récit. Munday dédicace astucieusement ce texte à sir Thomas Bromley (en), Lord Chancelier, à William Cecil, 1er baron Burghley, et à Robert Dudley, 1er comte de Leicester, pensant, comme l'écrit Munday, que leurs faveurs lui garantissent une sécurité aussi absolue que celle d'Ulysse sous le bouclier d'Ajax.
Munday commence par le récit de ses voyages en Europe avec Nowell, passant par Paris, Lyon, Milan, Bologne, Florence et Sienne, avant d'atteindre Rome. Sa description vivante de la vie quotidienne au College anglais oscille régulièrement de l'attraction à la répulsion. Visiblement, certains aspects de la vie du séminaire le séduisent, tandis que d'autres, comme la flagellation, lui répugnent. Il écrit à ce sujet : « Certains Jésuites doivent se fouetter eux-mêmes avec une cordelette de crin jusqu'à ce que la perte de sang leur fasse perdre connaissance ». Ayant assisté à une auto-flagellation accompagnée de prières, Munday se lamente de ce « spectacle de si grande folie ». Finalement Munday quitte le séminaire quelque temps après Pâques 1579, tandis que Nowell y reste encore quelque temps avant d'être renvoyé pour inaptitude à la prêtrise.

#### The Mirrour of Mutabilitie(1579)
À son retour de Rome en 1579, Munday commence sa carrière littéraire, qui se révélera diverse et abondante. Deux premières œuvres en 1577 sont perdues, sa première production survivante étant The Mirrour of Mutabilitie, or, Principall Part of the Mirrour for Magistrates (1579), une imitation de Mirrour for Magistrates, imprimé par son ancien maître, John Allde, ce qui prouve la bonne entente régnant entre eux deux. Dans la dédicace, Munday évoque ses récents voyages à l'étranger. Munday divise son ouvrage en sept parties, correspondant aux sept péchés capitaux, et écrivant chacune des tragédies dans une forme de strophe différente. Il utilise des personnages de l'Ancien Testament, qui incarnent différents caractères, généralement des vices. Par exemple, Nabuchodonosor représente l'orgueil, Salomon la soumission excessive à sa femme, Ahab l'idolâtrie. Chaque personnage parle et l'auteur lui répond. Turner écrit : « The Mirrour of Mutabilitie insiste à chaque occasion sur la morale, parfois aux dépens de la narration ». Munday souligne que ces exemples sont d'excellentes histoires, à la fois plaisantes et profitables, ce qui est le but d'une telle publication.

#### The Paine of Pleasure(1580)
Munday examine en vers trente-deux « plaisirs », comme la beauté, l'amour, l'honneur, la musique, l'étude, qui ont tous une « peine » antagoniste, qui gâte le plaisir. Cette énigme se résout dans le vingt-troisième plaisir, la Divinité, qui conduit Munday à exhorter que :
Nous aimons notre Dieu, qui est notre unique ami,
Qui sauve nos âmes, et nos corps de l'ennui.
Munday ajoute à ce texte The Authors Dream, qui commence de manière idyllique : pas de crime, pas de besoin d'argent, les juristes jettent leurs livres. Puis le rêve part dans une sinistre direction, où l'envie, la haine et la destruction règnent.

#### Zelauto : The Fountaine of Fame(1580)
En 1580, il produit Zelauto : The Fountaine of Fame, un long roman en prose, dont une seule copie nous est parvenue. Le duc de Venise, Gonzalo Guicciardo, a un fils, Zelauto, qui désire voyager. Son père accède à sa demande, mais ce voyage ne doit pas dépasser six années. Dans la première partie, qui décrit les voyages de Zelauto, on retrouve des éléments autobiographiques. Mais, à la différence de Munday, Zelauto est un noble en quête de célébrité. Empruntant aux thèmes et incidents des romans chevaleresques, Zelauto a aussi des échos de pastorale, lorsque l'ermite fait l'éloge de la vie simple dans le désert. Bien que l'usurier dans Zelauto ne soit pas juif, ce personnage peut avoir fourni une source au Shylock du Marchand de Venise de Shakespeare. Pour Stillinger, il ne fait aucun doute que Shakespeare a lu Zelauto juste avant d'écrire Les Amants de Vérone, puis de l'avoir relu au moment de faire le plan du Marchand de Venise. Selon Donna Hamilton, Zelauto serait une défense cryptée du catholicisme.

#### A Courtly Controversie between Love and Learning(1581)
Dans cet ouvrage, Munday aborde un sujet plus léger, bien qu'important, et cette fantaisie poétique apporte un répit après le flot de tracts anticatholiques issus de sa plume à cette époque. Dans ce poème, une dame de Padoue, prénommée Caliphia, débat avec un universitaire de Sienne, nommé Palunor. Elle plaide en faveur de la puissance de l'amour, et lui de l'étude. Se sentant peut-être un peu désespéré, Palunor présente des exemples affreux de déviations produites par l'amour : Néron et Sporus, ou un père égyptien livrant sa fille à la prostitution. La dame, à juste titre, qualifie ces cas de « détestables, plutôt même démoniaques ». Quant à elle, elle cite des épouses loyales, et étend sa définition de l'amour au patriotisme. La dame triomphe, mais l'universitaire ne concède presque rien. Puis la dame et l'universitaire se quittent, lui rejoignant sa chambre, et elle sa maison.

#### A Banquet of Daintie Conceits(1588)
Ce recueil de poèmes en contient vingt-deux qui peuvent être chantés, bien que Munday reconnaisse dans son adresse au lecteur qu'il ne possède aucune notion de musique. Pourtant la collection contient deux chansons finales. Bien qu'il promette très prochainement « un second service de son banquet », il n'y aura aucune autre publication. Ce livre, comme quelques autres, a une dédicace déplacée à Richard Topcliffe, chasseur et tortionnaire de catholiques, l'assurant qu'il se tient disponible en toutes choses qu'il puisse faire, tout en présumant dans le même temps que « votre Seigneurie n'a aucun besoin de moi ».

### Traductions
C'est peut-être Zelauto qui a donné à Munday l'idée de traduire de nombreux textes français, italiens et espagnols, spécialement des romans. À la fin des années 1580 et plus particulièrement pendant les années 1590, il fonctionne à lui tout seul comme une formidable usine à traduire, pondant à la chaîne des romans en prose du continent. Ce travail de traducteur se poursuit pendant toute sa carrière littéraire. Le comte d'Oxford et sa famille sont parmi les dédicataires. Par exemple, pour l'édition de 1619 des trois volumes de Primaleon of Greece, Munday les dédicace à Henry de Vere, 18e comte d'Oxford. Munday écrit : « Sir, ayant quelque temps servi ce très noble comte, votre Père, d'immense mérite et renommée ; et traduisant en anglais diverses histoires honorables depuis le français, l'italien et autres langues, qu'il approuvait gracieusement,... ». Aussi, soit pour répondre à des demandes spécifiques, soit pour s'insinuer dans les bonnes grâces des grands, Munday s'attaque à une série de traductions. Pourtant, en plusieurs occasions, il accorde des dédicaces assez étranges, comme sa traduction d'un traité religieux, The True Image of Christian Love, dédicacé à Richard Young, fervent anticatholique, commis à la torture, qu'il appelle mon « très bon ami ». Dans l'édition de Palmerin d'Oliva de 1588, il reconnaît que la traduction ne permet pas à un auteur de montrer ses talents d'écrivain : « Traduire offre peu d'occasions de travail littéraire de qualité ». Nathan Drake, dans son Shakespeare and his Time, estime que les traductions de Munday manquent de style et ne sont pas fidèles, mais qu'elles satisfont le public à demi-instruit à qui elles sont destinées.

#### Palmerin, Palmendos et Primaleon
Palmerin d'Oliva, empereur de Constantinople, ses fils, Palmendos et Primaleon, et son petit-fils, Palmerin d'Angleterre, ont donné naissance à une immense vague de romans historiques, que Munday traduit en totalité. Les histoires naissent au XVIe siècle en Espagne, transitent par la France, et Munday crée un marché pour elles en Angleterre, qui restera très actif jusqu'au XVIIe siècle, à en juger par les rééditions. Son édition de Palmerin d'Oliva, dédicacée au comte d'Oxford, est publiée en 1588 en deux parties pour des raisons exclusivement commerciales, comme Munday le reconnaît lui-même. Dans cette traduction, il promet plus que cette histoire, et Palmerin est suivi par Palmendos (1589), dédicacée à sir Francis Drake ; puis Palladine (1588), dédicacée au comte d'Essex, et Primaleon (1595). Munday traduit la version de l'histoire par Francisco de Moraes dans The First and Second Parts, of the No Lesse rare, Historie of Palmerin of England (1596), et la troisième partie en 1602. Beaucoup de ces textes sont réédités de son vivant.

#### Primaleon, Prince of Greece
Primaleon, Prince of Greece, écrit par un auteur espagnol anonyme, et traduit par Munday depuis le français, rencontre bien des vicissitudes pendant sa publication. Cette histoire a peut-être servi à inspirer Shakespeare pour sa pièce La Tempête au vu des analogies entre Prospero et le Chevalier de l'île close. La traduction du premier volume apparaît en 1595, le second en 1596, et les trois livres, formant un volume de 726 pages, en 1619. Il y a quelque dix éditions de la version espagnole entre 1512 et 1588. Aussi Munday exploite un roman populaire bien établi. Le Chevalier de l'île close apparaît brièvement à la fin du livre 2, et ses principales actions prennent place dans le livre 3, quand « les vieilles blessures se sont cicatrisées, les amitiés réaffirmées et les mariages arrangés », comme dans La Tempête.

#### Amadis de Gaule
Dans Palmendos (1589), Munday promet Amadis de Gaule, qu'il traduit de la version française de Nicolas Herberay des Essarts, elle-même traduite de l'original espagnol de l'écrivain Garci Rodríguez de Montalvo, et publiée par Munday probablement en 1590. Les livres 3 et 4 apparaissent en 1618, dédicacés au comte de Montgomery. Munday publie aussi un ouvrage de José Teixeira, traduit sous le titre de The strangest adventure that ever happened : containing a discourse of the king of Portugal Dom Sebastian (1601). Ce roi du Portugal, Sébastien Ier, perdu en Afrique à la bataille d'Alcazarquivir, avait disparu depuis 1578, mais en 1598, un homme apparaît en Italie affirmant être le Dom Sebastian. Le livre de Teixeira contient des lettres, des oracles divins et des attestations de témoins, tous prétendant prouver la légitimité du requérant. Finalement, il est déclaré imposteur.

### Pièces de théâtre
Après avoir écrit des tracts condamnant le théâtre, comme A second and third blast of retrait from plaies and Theaters (1580), Munday retourne vers le théâtre « comme le chien vers son vomi », comme le lui reproche en 1582 Stephen Gosson, son camarade réformateur. En 1598, dans son Palladis tamia, Francis Meres liste Munday parmi les dramaturges les meilleurs pour la comédie, précisant même « our best plotter », qui veut aussi bien dire « notre meilleur bâtisseur d'intrigues » que « notre meilleur comploteur », jeu de mots que Ben Jonson qui ne l'aime guère, reprend avec malice. Quoi que Meres ait voulu dire, cette évaluation donne à Munday une reconnaissance extraordinaire dans le monde florissant du théâtre de l'époque. Munday a eu une expérience d'acteur, mais dans les années 1590, il fait surtout partie de l'équipe d'écrivains qui travaillent pour Philip Henslowe et son théâtre de la Rose. Le livre de compte de Henslowe rapporte jour après jour l'activité de ses dramaturges et leurs éventuelles collaborations. Munday travaille avec Michael Drayton, Thomas Dekker, Henry Chettle, Thomas Middleton, Thomas Heywood et John Webster. Sa période de plus grande activité théâtrale semble se situer dans les années 1590, et il paraît abandonner ce milieu à partir de 1602.

#### Fedele and Fortunio
La première pièce attribuée à Munday, Fedele and Fortunio, est une traduction et une adaptation d'une pièce italienne de Luigi Pasqualigo. De toutes ses pièces, elle a la particularité d'avoir été jouée à la cour devant la reine Élisabeth, le texte incluant un prologue et un épilogue spécialement rédigés pour cette circonstance. Munday a adapté librement de nombreux éléments de l'intrigue de Pasqualigo, transférant par exemple les farces du pédant italien au Captain Crackstone, personnage mineur de Pasqualigo. Le cœur de l'intrigue se centre autour de Victoria, de son soupirant favori Fortunio, de Fedele, son amoureux éconduit, et Virginia, amoureuse de Fedele. Les jeunes femmes vont rechercher l'aide de l'enchanteresse Medusa. Finalement Fedele fait croire à Fortunio que Victoria n'a pas été fidèle, ce qui lui permet de la lui gagner. Virginia transfère alors facilement son amour vers Fortunio.

#### John a Kent and John a Cumber(1590)
Opportuniste pour exploiter la popularité de Friar Bacon and Friar Bungay de Robert Greene, Munday écrit sa propre version à deux personnages possédant des pouvoirs magiques, John a Kent and John a Cumber (1590). Le texte de cette pièce, qui n'est publié qu'au XIXe siècle, existe de la propre main de Munday, avec sa signature et la date. Elle a peut-être été jouée au théâtre de la Rose en 1594. Puisant dans le folklore anglais, John a Kent doit se battre contre le sorcier écossais, John a Cumber, au moyen de magie et de déguisements. À un certain moment, Cumber se déguise en Kent, tandis que Kent se déguise en Cumber. La bataille fait rage autour des jeunes princesses Sidanen et Marian, qui aiment respectivement les princes gallois Griffin et Powesse. Mais leurs pères veulent qu'elles se marient avec Morton et Pembroke. Grâce à l'aide de l'espiègle Shrimp, et après une série de concours de magie, John a Kent triomphe et envoie les jeunes dames vers leurs vrais amoureux.

#### The Book of Sir Thomas More(vers 1593)
Cet ouvrage n'existe que sous forme de manuscrit, ce qui a permis de voir, par analyse des six écritures qui le composent, qu'il est le fruit de la collaboration entre plusieurs dramaturges. L'écriture manuscrite D, caractéristique car de style secrétaire alors que les autres dramaturges utilisent l'écriture italique plus récente, a été identifiée comme étant celle de Shakespeare. L'écriture de Munday (écriture S) est prépondérante sur l'ensemble de l'ouvrage, ce qui fait conclure à sa paternité. Les autres auteurs sont Chettle (écriture A), Dekker (écriture E) et Heywood (écriture B). Une autre écriture, répérée C dans le manuscrit, est attribuée au teneur de livres de la compagnie, qui avait commencé à recopier certaines parties.
Le manuscrit a permis aussi de mettre en évidence des coupures faites par Edmund Tilney, Master of the Revels, qui a supprimé certaines scènes et les références aux « étrangers ». Il y avait alors à Londres un fort courant xénophobe, et les mentions négatives envers les étrangers auraient pu enflammer les esprits. La pièce elle-même retrace la carrière de sir Thomas More, d'abord shérif, puis chevalier, conseiller privé, jusqu'à Lord Chancelier, avant sa chute brutale. Les auteurs font aussi apparaître Érasme, l'ami de More. Il y a des scènes poignantes entre More et sa famille, quand il se trouve emprisonné dans la Tour de Londres.

#### Autres pièces
Le 22 décembre 1597, Henslowe avance 4 shillings à Munday et à Drayton pour une pièce Mother Redcap, maintenant perdue, et probablement jouée au théâtre de la Rose. Le solde (15 shillings) est versé en janvier. En février, Munday reçoit 5 livres pour la première partie de Robin Hood. Devant l'apparent succès de la pièce, Henslowe convainc Munday et Chettle d'en écrire une suite. Les 22 et 28 février, Henslowe effectue deux nouveaux versements à Munday et Chettle pour la deuxième partie de Robin Hood. Ces pièces sont jouées à la cour pendant la saison 1598.
De nouveaux paiements par Henslowe en 1598 montrent que Munday s'implique avec Chettle, Drayton, et Robert Wilson pour écrire une suite à Robin Hood, qui s'appelle Richard Cœur de Lion's Funeral, aujourd'hui perdue. Les paiements de Henslowe se poursuivent :
- The True and Honorable History of Sir John Oldcastle avec Drayton, Wilson et Hathway (1600), que Henslowe paie 10 livres, et qui a tant de succès que Henslowe donne un complément de 2 shillings et 6 pence à chacun des dramaturges[38].
- Valentine and Orson avec Dekker, Drayton, et Hathway (1600), maintenant perdue
- The Rising of Cardinal Wolsey avec Smith, Chettle et Drayton (12 novembre 1601), maintenant perdue
- The Set at Tennis (décembre 1602), apparemment la dernière pièce de Munday, maintenant perdue[41].

### Spectacles municipaux
À partir du tournant du siècle, Munday s'oriente de plus en plus vers la Cité et ses dignitaires, son engagement dans le milieu théâtral se spécialisant dans les spectacles municipaux, principalement ceux qui sont organisés lors du défilé du lord-maire : ce sont des spectacles de rue présentés chaque 29 octobre par la corporation du nouveau maire de Londres. Les différentes scènes sont inspirées par l'histoire, la mythologie ou ce sont des allégories. La plupart des principaux dramaturges, à l'exception de Shakespeare, ont écrit pour le Lord Mayor's Show (en), mais c'est Munday qui en a écrit le plus grand nombre : neuf entre 1605 et 1623, tandis que le second, Thomas Heywood, en a écrit sept. Dans les dédicaces de ses autres ouvrages, il cible alors les patrons riches et puissants de la Cité, dans l'espoir d'obtenir l'écriture des prochains spectacles londoniens, en le leur disant clairement : « je demeure votre homme pour tout autre travail plus important ».
En 1614 et 1615, Munday réalise les spectacles honorant sa propre corporation, celle des drapiers, qu'il intitule Himatia-Poleos en 1614, et Metropolis coronata en 1615. À chaque fois, Munday consacre un espace considérable pour raconter l'histoire glorieuse des drapiers, et en 1615, Robin des bois et ses hommes, équipés d'arcs et de flèches, y font une entrée inattendue.

### Histoire
L'écriture de spectacles municipaux faisant régulièrement appel à l'histoire, Munday commence à produire des écrits historiques, le premier étant A Briefe Chronicle of the Successe of Times, from the Creation (1611), cet ouvrage ayant l'ambition de ne raconter pas moins que l'histoire du monde de sa création à l'instant présent. Dans le même temps, il s'occupe à revoir et à compléter l'ouvrage de John Stow, Survey of London. Son ami Stow était mort en 1605, lui laissant la charge d'achever son ouvrage qu'il termine en 1618. Mais il continue à travailler sur une version nouvelle, qu'il publiera en 1633, l'année de sa mort. Pour ce travail, il reçoit de la Cité de Londres une confortable pension.

### Œuvres dramatiques
- Fedele and Fortunio (1585).
- John a Kent and John a Cumber, vers 1590. Sans doute jouée au Théâtre de la Rose.
- The Book of Sir Thomas More, avec Henry Chettle, Thomas Dekker, Thomas Heywood et William Shakespeare, vers 1593. N'existe qu'en manuscrit.
- Mother Redcap, avec Michael Drayton, décembre 1597. Probablement jouée au Théâtre de la Rose. Perdue.
- The Downfall of Robert Earl of Huntington, février 1598. Imprimée en 1601.
- The Death of Robert Earl of Huntington, avec Henry Chettle, février 1597-8. Imprimée en 1601.
- The Funeral of Richard Coeur de Lion, avec Robert Wilson, Henry Chettle, et Michael Drayton, mai 1598. Non imprimée et perdue.
- Valentine and Orson, avec Richard Hathway, Dekker et Drayton, juillet 1598. Non imprimée.
- Chance Medley, avec Robert Wilson, Michael Drayton, et Thomas Dekker, août 1598. Non imprimée.
- Owen Tudor, avec Michael Drayton, Richard Hathway, et Robert Wilson, janvier 1599-1600. Non imprimée.
- Fair Constance of Rome, avec Richard Hathway, Michael Drayton, et Thomas Dekker, juin 1600. Non imprimée.
- Fair Constance of Rome, deuxième partie, avec les mêmes auteurs, juin 1600. Non imprimée.
- The Rising of Cardinal Wolsey, avec Michael Drayton, Henry Chettle et Wentworth Smith, 12 novembre 1601. Non imprimée.
- Two Harpies, avec Thomas Dekker, Michael Drayton, Thomas Middleton, John Webster, mai 1602. Non imprimée.
- The Widow's Charm, juillet 1602. Imprimée en 1607, comme le pense Malone, sous le titre de The Puritan or Widow of Watling Street, et imputée à Shakespeare.
- The Set at Tennis, décembre 1602. Non imprimée et perdue.
- The True and Honourable History of Sir John Oldcastle, avec Michael Drayton, Robert Wilson et Richard Hathway. Imprimée anonymement en 1600, puis en 1619 sous le nom d'auteur de William Shakespeare.